# 文森特·理查兹
文森特·理查兹（英語：Vincent Richards，1903年3月20日—1959年9月28日），美国男子网球运动员。他曾代表美国参加1924年夏季奥林匹克运动会网球比赛，获得二枚金牌和一枚银牌。